# William Frederick Lamb
 (février 2013).
Si vous disposez d'ouvrages ou d'articles de référence ou si vous connaissez des sites web de qualité traitant du thème abordé ici, merci de compléter l'article en donnant les références utiles à sa vérifiabilité et en les liant à la section « Notes et références ».
Pour les articles homonymes, voir Lamb.
William Frederick Lamb, né en 1883 à Brooklyn, mort en 1952 à New York, est un célèbre architecte américain. Il est l'un des architectes de l'Empire State Building pour la société General Motors (G.M.C) dirigée par John Jakob Raskob en rivalité avec Chrysler dirigée par Walter Chrysler.

## Biographie
Il est diplômé du Williams College en 1904, puis il étudie l’architecture à l'Université Columbia de 1904 à 1906. À Paris, il fréquente l'École nationale supérieure des beaux-arts, où il reçoit un diplôme en 1911. La même année, il retourne à New York pour rejoindre la firme Carrère and Hastings (en). Il devient un partenaire de la firme en 1920, qui sera renommée Shreve, Lamb and Harmon en 1929. Il commence le projet de l’Empire State Building en 1929 qu’il décrit en quelques lignes : « budget fixé, pas plus de 8,50 mètres entre la fenêtre et le couloir et autant d’étages que possible. Façade en calcaire et date d’achèvement des travaux le 1er mai 1931, ce qui signifie un délai d’un an et demi à partir des ébauches des plans ». Il commence la construction de L’Empire State Building en janvier 1930 et le gratte-ciel est inauguré en 1931.
Lamb fut ensuite volontaire pour aider la ville afin de fournir des logements pour les familles pauvres. Le président Franklin Delano Roosevelt a reconnu les contributions de William Lamb en le nommant à la Commission des beaux-arts des États-Unis (1937-1945). Il a été nommé coordinateur du design pour la Foire internationale de New York 1939-1940.

## Principales réalisations
- Empire State Building, de 1929 à 1931.